# Bluff (rivière)
Pour les articles homonymes, voir Bluff (homonymie).
La rivière Bluff  (anglais : Bluff River) est un cours d’eau de Nouvelle-Zélande situé sur l'Île du Sud, dans le District de Marlborough (région de Marlborough). C’est un affluent du fleuve Clarence. 

## Géographie
La rivière Bluff s’écoule vers le sud, sur dix kilomètres, depuis les pentes du Mont Major, dans la chaîne de Kaikoura (en).
Elle ne doit pas être confondue avec le Bluff Stream, un autre affluent du fleuve Clarence, qui suit un trajet largement parallèle, cinq kilomètres plus à l’est.